# Коефициент на Зонеборн – Бергер
Коефициентът на Зонеборн – Бергер (ЗБ, ZB) наричан още коефициент на Бергер – Зонеборн  (БЗ) или само коефициент на Бергер  (КБ, KB) е личен коефициент на всеки от участниците в състезания по настолни игри, който се използва за определяне на местата в класирането на участниците, които са събрали равен брой точки. Често се обозначава като SB  (на английски: Sonneborn–Berger). Основната му цел е да се даде по-голяма стойност за победа/равенство срещу играч, представящ се добре в турнира, отколкото за победа/равенство срещу играч, представящ се слабо. Методът за класиране по коефициента на Бергер първоначално е разработен за кръгови турнири по шахмат (всеки играе срещу всеки друг), по-късно се използва и за турнири по швейцарската система. Прилага се и за други състезания, например сьоги, го, пулове.
В кръгови турнири, където се присъжда определен постоянен брой точки за победа, равенство и загуба (например в шаха се дава 1 точка за победа, 0,5 точки за равенство, 0 точки за загуба; по-рядко, 3 за победа и 1 за равенство, например в шахматния турнир в Лондон 2010 г.), често се случва двама или повече участници да спечелят еднакъв брой точки. За да се определят местата им в класирането се изчисляват коефициентите на Бергер. По-високо се класира участникът с по-висок е коефициент.
Чехословашкият майстор Оскар Гелбфухс е първият, който предлага този метод за изчисление в случай на равенство на точките през август 1873 г. Уилям Зонеборн (William Sonneborn, 1843 – 1906 ) и Йохан Бергер са първите, които го използват на практика на турнира в Ливърпул през 1882 г. Поради това изчисляваните коефициенти носят техните имена. От 1886 г. този метод за класиране влиза в постоянна практика.
Наричан е още коефициент на Нойщадл на името на чехословашкият шахматист и шахматен композитор Херман Нойщадл (Hermann Neustadtl, 1862 – 1909), който първи го предлага в писмо, публикувано в английското шахматно списание Chess Monthly през 1882 г. В съвременния си вид, в който се използва на състезания, това е точно коефициентът на Нойщадл.

## Ред на изчисление
В шахмата коефициентът на Зонеборн–Бергер на даден участник е сборът от всички точки на противниците, които участникът е победил {\displaystyle T_{n}}, плюс половината от сбора от точките на противниците, с които участникът е завършил наравно {\displaystyle T_{p}}: 

{\displaystyle ZB=T_{n}+0,5T_{p}}
В шашките се дават 2 точки за победа, 1 точка за равенство, 0 точки за загуба, следователно при изчисляване на коефициента на Бергер се сумират точките на противници, които е победил даденият участник, умножават се по 2 и към тях се прибавят точките на противниците, с които участникът е завършил наравно.
Идеята за използване на коефициента: от двама участници с равен брой точки по-силният е този, който е спечелил срещу по-силни противници, тоест тези, които са отбелязали повече точки. Следователно, участникът с по-висок коефициент на Бергер получава по-високо крайно място в турнира.
Коефициентът на Бергер е измислен за кръгови турнири, но може, ако е необходимо, да се използва в други системи за състезание, където трябва да бъдат разпределени местата на участници с равен брой игри. Той може да се приложи и в турнири по швейцарска система, въпреки че там традиционно се използва коефициентът на Бухолц.
Недостатък на КБ е, че не отчита точките на съперниците, от които участникът е загубил. Ако загубите са от силно представили се състезатели, участникът е ощетен (пропуска много точки), а ако са от слабо представили се, е облагодетелстван (пропуска малко точки). И в двата случая оценката е необективна, което налага използване на друг показател.
В кръговите турнири от 1985 г. се използва и „опростеният коефициент на Бергер“ /ОБ, OB/ (предложен от Марк Дворецки и известен още като коефициент на Шмулян /Ш, Sh/ ): точките на всички противници, срещу които шахматистът е спечелил {\displaystyle T_{n}} се вземат със знак „плюс“, а точките на всички от които е загубил се взимат със знак „минус“ {\displaystyle -T_{3}}, и според сбора се зачита най-добрият резултат:

{\displaystyle OB=Sh=T_{n}-T_{3}}
Това позволява да се намалят изчисленията и да не се налага предварително да се разполовяват резултатите от равните срещи. Получените стойности за ОБ обаче могат да бъдат положителни и отрицателни цели или смесени числа с дробна част, кратна на 0,5. При КБ те са само положителни цели или смесени числа с дробна част, кратна на 0,25.
Аналогично на КБ, опростеният коефициент на Бергер пък не отчита точките на съперниците, с които участникът е завършил наравно и това има същите последствия. Друг недостатък е, че ОБ е обективен само по отношение на победите – повече точки за победи над силно представили се състезатели. По отношение на загубите той е необективен: за загуба от силен играч, която е нормална, се отнемат повече точки, а за загуба от слаб играч, която е слабо представяне, се отнемат по-малко точки.

## Примери

### Индивидуален турнир
Таблица с резултатите от хипотетичен кръгов турнир:
| № | Участници   | 1 | 2 | 3 | 4 | 5 | 6 | 7 |  | + | − | = | Точки | Място | КБ    | OB   |
| - | ----------- | - | - | - | - | - | - | - |  | - | - | - | ----- | ----- | ----- | ---- |
| 1 | Михайлов    | — | ½ | ½ | 1 | 1 | 1 | 1 |  | 4 | 0 | 2 | 5     | I     | 11,75 | 7,5  |
| 2 | Александров | ½ | — | ½ | ½ | 1 | 1 | 1 |  | 3 | 0 | 3 | 4½    | II    | 10    | 3,5  |
| 3 | Желязков    | ½ | ½ | — | ½ | ½ | 1 | 1 |  | 2 | 0 | 4 | 4     | III   | 9     | 1    |
| 4 | Ангелов     | 0 | ½ | ½ | — | 1 | 1 | 1 |  | 3 | 1 | 2 | 4     | IV    | 7,75  | −1,5 |
| 5 | Ганев       | 0 | 0 | ½ | 0 | — | 1 | 1 |  | 2 | 3 | 1 | 2½    | V     | 3     | −8,5 |
| 6 | Калчев      | 0 | 0 | 0 | 0 | 0 | — | 1 |  | 1 | 5 | 0 | 1     | VI    | 0     | −20  |
| 7 | Гетовски    | 0 | 0 | 0 | 0 | 0 | 0 | — |  | 0 | 6 | 0 | 0     | VII   | 0     | −21  |

Обозначения: 1 – победа, ½ – реми, 0 – загуба, КБ – коефициент на Бергер, ОВ – опростен коефициент на Бергер.
Участниците Желязков и Ангелов са събрали еднакъв брой точки, по 4 точки. Кой от тях ще заеме трето място се определя от коефициента на Бергер.
Коефициентът на Бергер на участника Желязков е както следва: КБ = 2,5 (половината от точките на Михайлов) + 2,25 (половината от точките на Александров) + 2 (половината от точките на Ангелов) + 1,25 (половината от точките на Ганев) + 1 (всички точки на Калчев) + 0 (всички точки на Гетовски) = 9. Опростеният коефициент на Бергер (ОВ) на Желязков е сума от точките на играчите, които е победил (той няма загуби): 
ОВ = 1 (Калчев) + 0 (Гетовски) − 0 (без загуби) = 1.
Коефициентът на Бергер на участника Ангелов е както следва: 0 (за загуба от Михайлов) + 2,25 (половината от точките на Александров) + 2 (половината от точките на Желязков) + 2,5 (всички точки на Ганев) + 1 (всички точки на Калчев) + 0 (всички точки на Гетовски) = 7,75. Неговият опростен коефициент на Бергер е сумата от точките на играчите, които е победил минус сумата от точките на играчите, от които е загубил: 
ОВ = 2,5 (Ганев) + 1 (Калчев) + 0 (Гетовски) − 5 (Михайлов) = −1,5.
Така участникът Желязков има по-висок коефициент на Бергер от участника Ангелов (9 срещу 7,75), както и по-висок опростен коефициент на Бергер от него и третото място се присъжда на Желязков. Коефициентът на Бергер е по-висок за този, който спечели или завърши наравно с по-силни играчи (играчи с повече точки). В горния пример победа над участник с нула точки не допринася за коефициента на Бергер.
Като пример за системата в действие е показана таблицата на финала на Световното първенство по кореспондентски шах през 1975 – 1980 г.:
| Място | Имe         | Резултати срещу всеки противник | Резултати срещу всеки противник | Резултати срещу всеки противник | Резултати срещу всеки противник | Резултати срещу всеки противник | Резултати срещу всеки противник | Резултати срещу всеки противник | Резултати срещу всеки противник | Резултати срещу всеки противник | Резултати срещу всеки противник | Резултати срещу всеки противник | Резултати срещу всеки противник | Резултати срещу всеки противник | Резултати срещу всеки противник | Резултати срещу всеки противник | Точки | КБ    |
| Място | Имe         | 1                               | 2                               | 3                               | 4                               | 5                               | 6                               | 7                               | 8                               | 9                               | 10                              | 11                              | 12                              | 13                              | 14                              | 15                              | Точки | КБ    |
| ----- | ----------- | ------------------------------- | ------------------------------- | ------------------------------- | ------------------------------- | ------------------------------- | ------------------------------- | ------------------------------- | ------------------------------- | ------------------------------- | ------------------------------- | ------------------------------- | ------------------------------- | ------------------------------- | ------------------------------- | ------------------------------- | ----- | ----- |
| 1     | Слоф        | —                               | ½                               | ½                               | 1                               | ½                               | ½                               | 1                               | 1                               | ½                               | 1                               | ½                               | 1                               | 1                               | 1                               | 1                               | 11    | 69,5  |
| 2     | Зaгoрoвски  | ½                               | —                               | 0                               | ½                               | 1                               | ½                               | 1                               | 1                               | 1                               | ½                               | 1                               | 1                               | 1                               | 1                               | 1                               | 11    | 66,75 |
| 3     | Koсeнкoв    | ½                               | 1                               | —                               | ½                               | ½                               | ½                               | ½                               | ½                               | 1                               | 1                               | ½                               | 1                               | 1                               | 1                               | 1                               | 10½   | 67,5  |
| 4     | Хасин       | 0                               | ½                               | ½                               | —                               | ½                               | 1                               | ½                               | 0                               | 1                               | 1                               | ½                               | 1                               | ½                               | 1                               | ½                               | 8½    | 54,75 |
| 5     | Kлeтсъл     | ½                               | 0                               | ½                               | ½                               | —                               | ½                               | ½                               | ½                               | ½                               | 0                               | 1                               | 1                               | ½                               | 1                               | 1                               | 8     | 47,75 |
| 6     | Дe Кaрбoнeл | ½                               | ½                               | ½                               | 0                               | ½                               | —                               | ½                               | ½                               | 0                               | 1                               | ½                               | ½                               | 0                               | 1                               | 1                               | 7     | 45,25 |
| 7     | Aрнлинд     | 0                               | 0                               | ½                               | ½                               | ½                               | ½                               | —                               | ½                               | 1                               | 0                               | ½                               | ½                               | 1                               | 1                               | ½                               | 7     | 42,5  |
| 8     | Мадлер      | ½                               | 0                               | 0                               | 0                               | ½                               | 1                               | 0                               | —                               | 1                               | 1                               | ½                               | ½                               | ½                               | ½                               | 1                               | 7     | 41,5  |
| 9     | Eстрин      | 0                               | ½                               | 0                               | 0                               | 1                               | 0                               | 1                               | ½                               | —                               | 0                               | 1                               | 1                               | 1                               | 0                               | 1                               | 7     | 37,5  |
| 10    | Данхаупт    | 0                               | 0                               | ½                               | 1                               | ½                               | ½                               | ½                               | 0                               | ½                               | —                               | 1                               | 0                               | 1                               | ½                               | 1                               | 7     | 36,5  |
| 11    | Вaлтeр      | ½                               | 0                               | ½                               | ½                               | 0                               | ½                               | ½                               | 0                               | ½                               | 0                               | —                               | 0                               | 1                               | ½                               | 1                               | 5½    | 33,25 |
| 12    | Бoeй        | 0                               | 0                               | 0                               | 0                               | 0                               | ½                               | ½                               | 1                               | ½                               | 0                               | 1                               | —                               | ½                               | ½                               | 1                               | 5½    | 28,5  |
| 13    | Aбрaмoв     | 0                               | 0                               | 0                               | ½                               | ½                               | 1                               | 0                               | 0                               | ½                               | 0                               | 0                               | ½                               | —                               | ½                               | 1                               | 4½    | 24,75 |
| 14    | Сиклос      | 0                               | 0                               | 0                               | 0                               | 0                               | 0                               | 0                               | ½                               | ½                               | 1                               | ½                               | ½                               | ½                               | —                               | 1                               | 4½    | 22,75 |
| 15    | Нун         | 0                               | 0                               | 0                               | ½                               | 0                               | 0                               | ½                               | 0                               | 0                               | 0                               | 0                               | 0                               | 0                               | 0                               | —                               | 1     | 7,75  |

Йорн Слот и Владимир Загоровски завършват с по 11 точки от 14 игри, но Слот печели турнира, защото неговият КБ 69,5 е по-висок от 66,75 на Загоровски. Косенков има по-висок КБ (67,5) от Загоровски, но завършва трети поради по-ниския си сбор от точки от 10½, който е основен показател. Коефициентът Зонеборн−Бергер на Слот може да се изчисли чрез умножаване на неговите резултати по съответния брой точки на всеки опонент, след което се сумират:
{\displaystyle KB=(0,5\times 11)+(0,5\times 10,5)+(1\times 8,5)+(0,5\times 8)+(0,5\times 7)+(1\times 7)+(1\times 7)+}{\displaystyle +(0,5\times 7)+(1\times 7)+(0,5\times 5,5)+(1\times 5,5)+(1\times 4,5)+(1\times 4,5)+(1\times 1)=69,5}
Аналогично коефициентът на Зонеборн–Бергер е приложен за разпределяне на местата от 6 до 10, 11–12 и 13–14.
Като цяло, ако {\displaystyle x_{ij}} обозначава резултата на играч {\displaystyle i} срещу играч {\displaystyle j}, тогава общият брой точки на {\displaystyle i} е {\displaystyle T_{i}=\sum _{j\neq i}x_{ij}}, а коефициентът Бергер на {\displaystyle i} е {\displaystyle ZB_{i}=\sum _{j\neq i}x_{ij}T_{j}}.

### Групов турнир
Разглежда се ситуацията, която се възниква на шахматната олимпиада за жени през 1957 г. в група „C“:
| Място | Отбор     | 1  | 2  | 3  | 4 | 5  | 6 | 7 | Игрови точки | Отборни точки | Поб. | Рав. | Заг. |
| ----- | --------- | -- | -- | -- | - | -- | - | - | ------------ | ------------- | ---- | ---- | ---- |
| 1     | Югославия | ×  | 1½ | ½  | 2 | 1½ | 1 | 2 | 8½           | 9             | 4    | 1    | 1    |
| 2     | ФРГ       | ½  | ×  | 1  | 1 | 2  | 2 | 2 | 8½           | 8             | 3    | 2    | 1    |
| 3-4   | Англия    | 1½ | 1  | ×  | 1 | ½  | 2 | 2 | 8            | 8             | 3    | 2    | 1    |
| 3-4   | Полша     | 0  | 1  | 1  | × | 2  | 2 | 2 | 8            | 8             | 3    | 2    | 1    |
| 5     | Дания     | ½  | 0  | 1½ | 0 | ×  | 2 | 2 | 6            | 6             | 3    | 0    | 3    |
| 6     | Норвегия  | 1  | 0  | 0  | 0 | 0  | × | 2 | 3            | 3             | 1    | 1    | 4    |
| 7     | Белгия    | 0  | 0  | 0  | 0 | 0  | 0 | × | 0            | 0             | 0    | 0    | 6    |

Отборите на Полша и Англия са с абсолютно равни показатели. Според регламента на първата женска шахматна олимпиада за тях е изчислен коефициентът на Бергер.
Полша
По логиката на коефициента се изчислява сумата от точки, отбелязани от победените противници. Отборът на Полша побеждава отбора на Дания, който е спечелил 6 игрови точки на турнира; отборът на Норвегия, който има 3 точки; и тимът на Белгия, който няма нито една точка.
Тоест като цяло тези трима съперници, победени от отбора на Полша, са събрали общо 9 точки на турнира.
Втората част на коефициента отчита резултатите на противниците, с които играта е завършила наравно.
Националният отбор на Полша завършва наравно с отборите на Германия и Англия. Сборът от игрови точки, отбелязани от тези отбори, е 16,5 (8 – Англия + 8,5 – Германия). Логиката на коефициента на Бергер предполага, че се зачитат само половината от точките, отбелязани от противниците, с които са играни равенства. Тоест 16,5 / 2 = 8,25.
Последната част от алгоритъма на коефициента на Бергер събира тези два резултата. Съответно: 9 точки, отбелязани от победени противници (Дания, Норвегия, Белгия), се добавят към половината от точките, отбелязани от противници, с които е изиграно равенство (Германия, Англия) – 8,25.
Коефициентът на Бергер за отбора на Полша е: 9 + 8,25 = 17,25.
Англия
Изчислява се и коефициента за отбора на Англия. Отборът на Англия е победил отборите на Югославия, Норвегия и Белгия, които заедно са отбелязали съответно 8,5 + 3 + 0 = 11,5 точки. Направил е реми с националните отбори на Германия и Полша, които заедно отбелязват съответно 8,5 + 8 = 16,5 точки. За реми се взема предвид само половината от тях: 16,5 ÷ 2 = 8,25.
Съответно коефициентът на Бергер за отбора на Англия ще бъде равен на 11,5 + 8,25 = 19,75.
Заключение: Английският отбор има по-висок коефициент на Бергер, така че се класира по-високо от отбора на Полша.

## Подобни коефициенти за точкуване

### Коефициент на Гелбфухс
През 1873 г. на международния турнир във Виена не всички състезатели са изиграли еднакъв брой игри и има разногласия относно крайното класиране. Австрийският адвокат и състезател Оскар Гелбфухс предлага претеглен метод за точкуване, който избягва повечето равенства и осигурява пълно класиране на играчите, дори когато не всички са изиграли еднакъв брой игри.
За играч {\displaystyle i}, който е изиграл {\displaystyle n} игри и е отбелязал резултат {\displaystyle x_{ij}} срещу играч {\displaystyle j}, се сумират всички резултати и се получава общият брой необработени точки на играч {\displaystyle i}:
{\displaystyle S_{i}=\sum _{j\neq i}x_{ij}}. 

Неговият коефициент на Гелбфухс (КГ) се определя като
{\displaystyle G_{i}=\sum _{j\neq i}x_{ij}\left(1+{\frac {S_{j}}{n}}\right)}.
Следва да се отбележи, че {\displaystyle S_{j}} е между {\displaystyle 0} и {\displaystyle n} (равно на {\displaystyle n}, ако {\displaystyle j} спечели всяка игра и {\displaystyle 0}, ако е загубил), така че {\displaystyle S_{j}/n} е между {\displaystyle 0} и {\displaystyle 1}. Следователно коефициентът на Гелбфухс първо претегля всеки резултат {\displaystyle x_{ij}} с коефициент {\displaystyle 1+S_{j}/n}, между {\displaystyle 1} и {\displaystyle 2} и след това сумира индивидуалните претеглени резултати. При изчисляването на КГ загубата е на стойност {\displaystyle 0}, равенството е на стойност между {\displaystyle 0,5} и {\displaystyle 1}, а победата е на стойност между {\displaystyle 1} и {\displaystyle 2}.
В края на турнир от {\displaystyle n} кръга КГ на играча е сумата от неговия необработен резултат {\displaystyle S_{i}} и мащабирания му резултат от коефициента на Бергер {\displaystyle KB_{i}} (Нойщадл {\displaystyle N_{i}}):
{\displaystyle G_{i}=S_{i}+{\frac {1}{n}}KB_{i}}.

### Коефициент на Зонеборн – Бергер модифициран Нойщадл
Коефициентът на Зонеборн – Бергер модифициран Нойщадл /ЗБМН, КБМН, ZBMN/ (на английски: Non-Neustadtl Sonneborn−Berger score /NNSB/) е оригиналният метод за точкуване, предложен от Уилям Зонеборн и Йохан Бергер като подобрение на коефициента на Нойщадл (сегашният КБ), който да се използва като претеглен резултат в кръгови турнири вместо суровия резултат на Нойщадл за определяне на крайните места при равни точки, подобно на резултата на коефициента на Гелбфухс.
През 1886 г. Зонеборн критикува коефициента на Нойщадл и предлага да се добави квадратът на точките на играча към претегления резултат. През 1887 и 1888 г. Бергер изучава метода на Гелбфухс и предложението на Зонеборн и възприема подхода на Зонеборн за турнирите. Модификацията на коефициента на Нойщадл с добавката на Зонеборн е известна като метод на Зонеборн – Бергер. В съвременния шах тези резултати се използват само за прекъсване на равенствата между играчи с еднакъв резултат, където добавянето на квадрат на необработения резултат на играча няма влияние върху тайбрека, така че подобрението на Зонеборн и Бергер за квадрата на точките е пропуснато в съвременната употреба. Въпреки това методът на Нойщадл запазва името на Зонеборн–Бергер и резултатът се нарича широко „коефициент на Зонеборн – Бергер“. 
В резултат на това, когато се говори модификацията, която Зонеборн и Бергер правят на метода на Нойщадл, тя се нарича „коефициент на Зонеборн – Бергер, модифициран Нойщадл“. За сравнение, в турнир, в който всеки е играл {\displaystyle n} игри, коефициентът на Зонеборн – Бергер (ЗБ, ZB), коефициентът на Зонеборн – Бергер модифициран Нойщадл (ZBMN) и коефициентът на Гелбфухс (G) на {\displaystyle i}-ия играч ще бъдат:
{\displaystyle ZB(i)=T_{no}+{\frac {1}{2}}T_{p}}, 
{\displaystyle ZBMN(i)=S_{i}\times S_{i}+T_{no}+{\frac {1}{2}}T_{p}}, 
{\displaystyle G(i)=S_{i}+{\frac {1}{n}}\left(T_{no}+{\frac {1}{2}}T_{p}\right)},
където {\displaystyle T_{no}} е сборът от всички точки на противниците, които играчът е победил;
 {\displaystyle T_{p}} – сборът от точките на противниците, с които играчът е завършил наравно;
 {\displaystyle S_{i}} е сборът от всички точки на играча.

### Рижски коефициент
За компенсиране на недостатъците на коефициента на Зонеборн – Бергер и опростения коефициент на Бергер е съставена Рижската система, която освен победите отчита и равните срещи, и загубите. Тя е модифицирано обобщение на двата коефициента.
Рижският коефициент (R) е сума от удвоения сбор на всички точки на противниците, които участникът е победил, сбора от точките на противниците, с които той е завършил наравно, умножен по 1,5, и сбора от точките на противниците, от които е загубил: 
{\displaystyle R=2T_{n}+1,5T_{p}+T_{3}}.
Сред останалите методи, посочени в официалните правила, Рижският коефициент е най-обективен – сумира с различни тегла точките на всички противници в зависимост от резултата срещу тях, но има един недостатък - не стимулира играта към победа. Например двама участници, които са събрали еднакъв брой точки, са играли с двама противници, които са отбелязали по 7 точки. Единият участник е спечелил срещу един от противниците и загубил от другия. Неговият Рижски коефициент ще бъде равен на 2 × 7 + 7 = 14 + 7= 21. Вторият участник е завършил наравно с едни и същи противници и двата пъти. Неговият Рижски коефициент е 1,5 × 7 + 1,5 × 7 = 10,5 + 10,5 = 21. Явно коефициентите на участниците ще бъдат равен и няма да излъчат по-силния. Недостатъкът може да се отстрани чрез даване на по-висок коефициент на тегловност на победите, както е в следващия показател.

### Коефициент на Горин
През 1968 г. в руското списание „Шашки“ се споменават коефициенти на тегловност (4, 2, 1) в Рижската система. За този метод настоява московският майстор на спорта по шашки, композиция на шашки и кореспондентски шах Александър Горин (р. 1940).
Коефициентът на Горин (Г) е сума от учетворения сбор на всички точки на противниците, които участникът е победил, удвоения сбор от точките на противниците, с които той е завършил наравно, и сбора от точките на противниците, от които е загубил:
{\displaystyle \Gamma =4T_{n}+2T_{p}+T_{3}}.
Така срещу двама едни и същи противници победа и загуба имат по-голяма стойност (4+1=5 точки), отколкото две равни срещи (2+2=4 точки). В горния пример коефициентът на Горин за първия състезател с победа и загуба ще бъде 4 × 7 + 7 = 28 + 7 = 35, а за втория с две срещи наравно – 2 × 7 + 2 × 7 = 14 + 14 = 28. Така се стимулират победите. 
От всички разгледани показатели коефициентът на Горин е най-обективният критерий за определяне на местата в класирането на участниците, които са събрали равен брой точки. Отчита всички резултати, силата на противниците, срещу които са постигнати и стимулира победите. Универсално приложим е за състезания както по кръгова, така и по швейцарска система. 